# Het Binnenhof (dagblad)
Het Binnenhof was aanvankelijk een dagblad voor katholieken in de regio Den Haag, Delft, het Westland en Zoetermeer. Vanaf de jaren zestig van de 20e eeuw kreeg de krant een meer algemeen christelijk signatuur.
Het Binnenhof verscheen van 11 mei 1945 tot en met 1 mei 1993, waarna hij opging in de Haagsche Courant. De krant was onderdeel van Westerpers BV en had een kopblad Leidse Courant. Westerpers BV werd in 1970 overgenomen door Sijthoff Pers die ook eigenaar was van de Haagsche Courant. Het Binnenhof had een spilfunctie in de Stichting Pers Unie (SPU), later de Geassocieerde Pers Diensten, een redactioneel samenwerkingsverband van regionale kranten in Nederland. De geschiedenis van Het Binnenhof is beschreven in het boekje Het Binnenhof adieu dat alle abonnees bij de opheffing in 1993 cadeau kregen.
In het dagblad verschenen van 5 september 1964 tot het einde in 1993 de voorpublicaties van het stripverhaal Suske en Wiske.